# Cantó de Bar-sur-Aube
El cantó de Bar-sur-Aube és un cantó francès del departament de l'Aube, situat al districte de Bar-sur-Aube. Té 23 municipis i el cap és Bar-sur-Aube.

## Municipis
- Ailleville
- Arconville
- Arrentières
- Arsonval
- Baroville
- Bar-sur-Aube
- Bayel
- Bergères
- Champignol-lez-Mondeville
- Colombé-le-Sec
- Couvignon
- Engente
- Fontaine
- Jaucourt
- Juvancourt
- Lignol-le-Château
- Longchamp-sur-Aujon
- Montier-en-l'Isle
- Proverville
- Rouvres-les-Vignes
- Urville
- Ville-sous-la-Ferté
- Voigny

## Història
| Data d'elecció                           | Identitat             | Partit                     | Qualitat |
| ---------------------------------------- | --------------------- | -------------------------- | -------- |
| 1945-1951                                | Maurice Véchin        | SFIO                       |          |
| 1951-1958                                | M. Marquot            | RPF, després divers droite |          |
| 1958-1964                                | Maurice Véchin        | SFIO                       |          |
| 1964-2001                                | Jean-Pierre Davot     | Divers droite, després UDF |          |
| 2001-2008                                | Jean-Pierre Clavel    | Divers droite              |          |
| 2008-                                    | Marie-Noëlle Rigollot | Divers droite              |          |
| les dades anteriors no són pas conegudes |                       |                            |          |
|                                          |                       |                            |          |

## Demografia
| A partir de 1990: Població sense dobles comptes |